# Paweł Korzeniowski
Paweł Korzeniowski (9 de julho de 1985 em Ouświęcim, Polónia) é um desportista que compete em natação. A sua especialidade é o estilo de borboleta, especialmente os 200 m, ainda que também tem competido no estilo livre.

Conseguiu a medalha de ouro no Campeonato Mundial de Natação de 2005, bem como a de prata no Mundial de 2009. Proclamou-se duas vezes campeão da Europa: no Europeu de 2006 e o de 2010, bem como duas vezes campeão da Europa em piscina curta: no Europeu em Piscina Curta de 2005 e o de 2006.
Nos Jogos Olímpicos ficou 4.º em Atenas 2004 e 6.º em Pequim 2008, em ambas ocasiões nos 200 m borboleta.

## Palmarés internacional

### Campeonatos Mundiais
| Ano   | Sede                      | Posto | Categoria       |
| ----- | ------------------------- | ----- | --------------- |
| 2005  | Montreal ( Canadá)        |       | 200 m borboleta |
| 2008* | Manchester ( Reino Unido) |       | 200 m borboleta |
| 2009  | Roma ( Itália)            |       | 200 m borboleta |
| 2013  | Barcelona ( Espanha)      |       | 200 m borboleta |

- (*) - Em piscina curta

### Campeonatos Europeus
| Ano   | Sede                       | Posto           | Categoria       |
| ----- | -------------------------- | --------------- | --------------- |
| 2003* | Dublin ( Irlanda)          |                 | 200 m borboleta |
| 2004* | Viena ( Áustria)           |                 | 200 m borboleta |
| 2004* | Viena ( Áustria)           | 200 m livre     |                 |
| 2004* | Viena ( Áustria)           | 400 m livre     |                 |
| 2005* | Trieste ( Itália)          |                 | 200 m borboleta |
| 2005* | Trieste ( Itália)          | 400 m livre     |                 |
| 2006  | Budapeste ( Hungria)       |                 | 200 m borboleta |
| 2006* | Helsinki ( Finlândia)      |                 | 200 m borboleta |
| 2006* | Helsinki ( Finlândia)      | 200 m livre     |                 |
| 2006* | Helsinki ( Finlândia)      | 400 m livre     |                 |
| 2007* | Debrecen ( Hungria)        |                 | 400 m livre     |
| 2007* | Debrecen ( Hungria)        | 200 m borboleta |                 |
| 2007* | Debrecen ( Hungria)        | 200 m livre     |                 |
| 2008  | Eindhoven ( Países Baixos) |                 | 200 m borboleta |
| 2009* | Istambul ( Turquia)        |                 | 200 m borboleta |
| 2010  | Budapeste ( Hungria)       |                 | 200 m borboleta |
| 2011* | Szczecin ( Polónia)        |                 | 400 m livre     |

- (*) - Em piscina curta